# Hôtel des évêques de Maillezais
L'hôtel des évêques de Maillezais est une maison située à Fontenay-le-Comte, en France.

## Localisation
La maison est située  au 9 rue Pont-aux-Chèvres à Fontenay-le-Comte, dans le département français de la Vendée.

## Description
Ce bâtiment est construit en moellon et couvert d'un toit à longs pans et d'un toit à un pan en tuile. Dans l'angle, s'élève la tour d'escalier, percée de fenêtres en plein cintre, avec appuis rampants garnis de balustres en pierre, et dont le haut se termine en tour de gué, logé dans un corps de bâtiment en pierre de taille couvert d'un toit en pavillon en ardoise. Le sous-sol est également desservi par deux escaliers droits.

## Historique
L'hôtel des évêques de Maillezais est construit à l'époque d'Henri II. Il sera remanié au début du XVIIe siècle, sous Henri IV. Le bâtiment va servir de résidence aux évêques de Maillezais qui l'occupent jusque vers 1650. L'édifice fut acheté par la ville, en 1980, pour la somme symbolique de 5,00 francs. Nonobstant, les travaux de restauration sont très vitaux et seule la réfection de la toiture est réalisée en 1981. L'édifice fut également est inscrit au titre des monuments historiques en 1988.

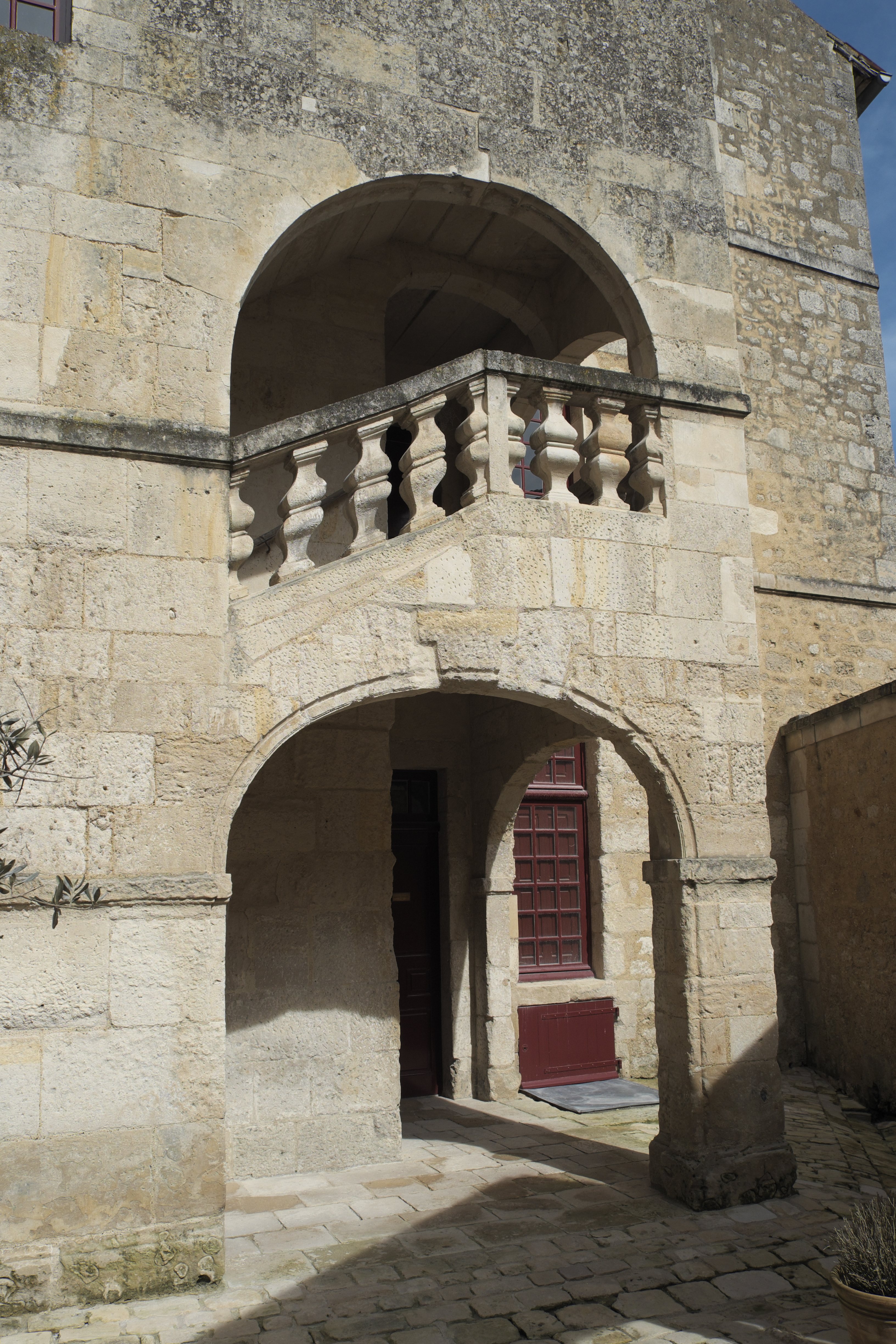
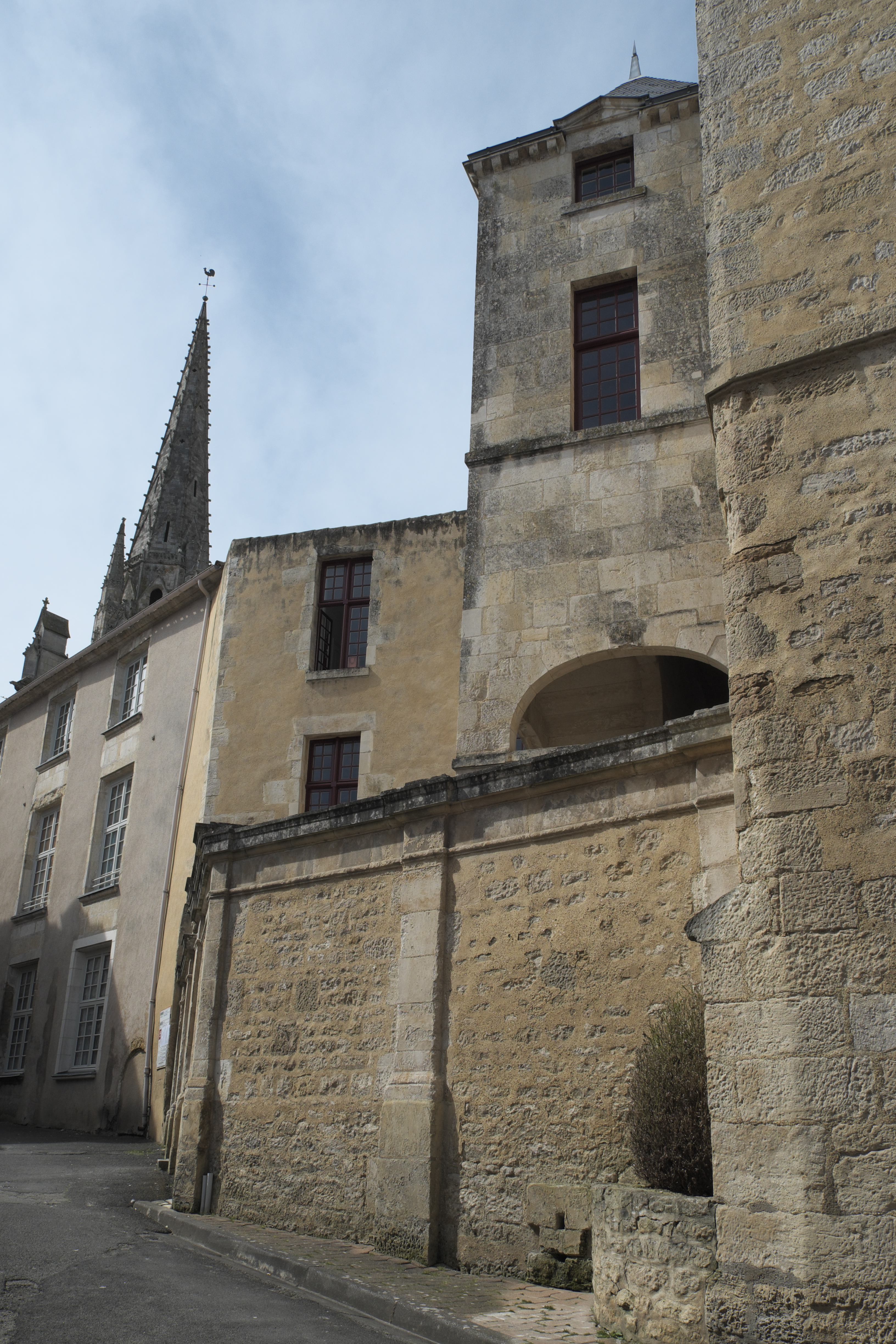